# کل‌برن (ایندیانا)
کل‌برن (به انگلیسی: Colburn) یک منطقهٔ مسکونی در ایالات متحده آمریکا است که در شهرستان تیپکانو، ایندیانا واقع شده‌است. کل‌برن ۲۰۲ متر بالاتر از سطح دریا واقع شده‌است.